# Salix lanata
Salix lanata (верба шерстиста) — листопадне дерево родини вербових (Salicaceae).

## Опис
Це низький кущ до 1 м. Гілки спочатку запушені, скоро стають голими, коричневі. Листки сіро-зелені, 3.5–7 × 3–6.5 см, товсті й округлі або яйцеподібні. Краї листків хвилясті, але цілі. Нові листки шерстисті з обох сторін. Більш старе листя гладке і темно-зеленого кольору на верхній стороні, синьо-зелене на нижньому боці. Молоді пагони і бруньки товсті, білі й запушені. Сережки з'являються в літній період (з травня по липень), чоловічі й жіночі сережки на різних рослинах.

## Поширення
Зустрічається в гірських приполярних районах Північної Європи та Азії, від Ісландії, Шотландії, Фарерських островів, Скандинавії до східного Сибіру. Зростає на щебенистих берегах річок і озер, вологих луках, пустищах, тундрі, і в заростях на гірських схилах.

## Галерея

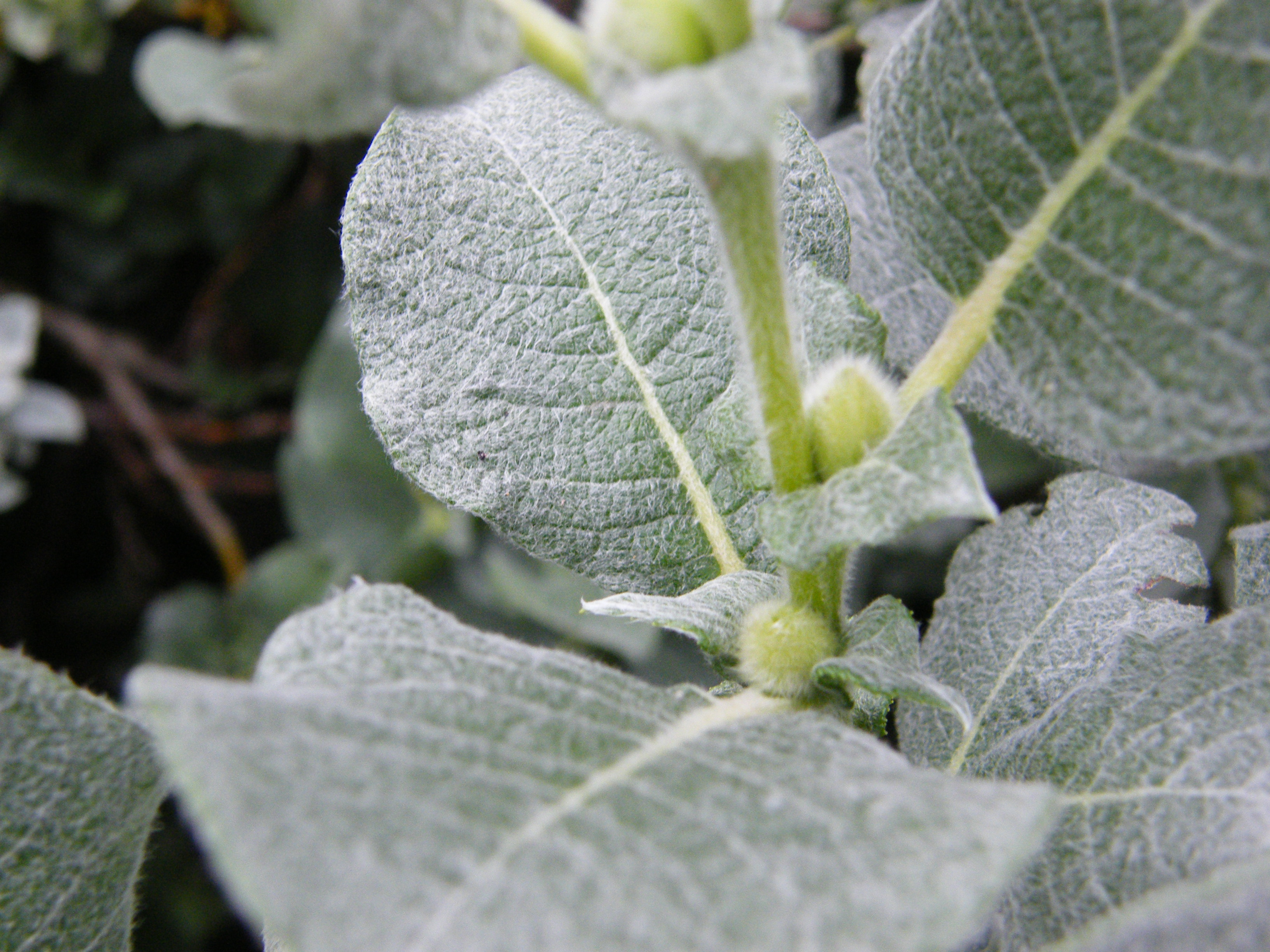
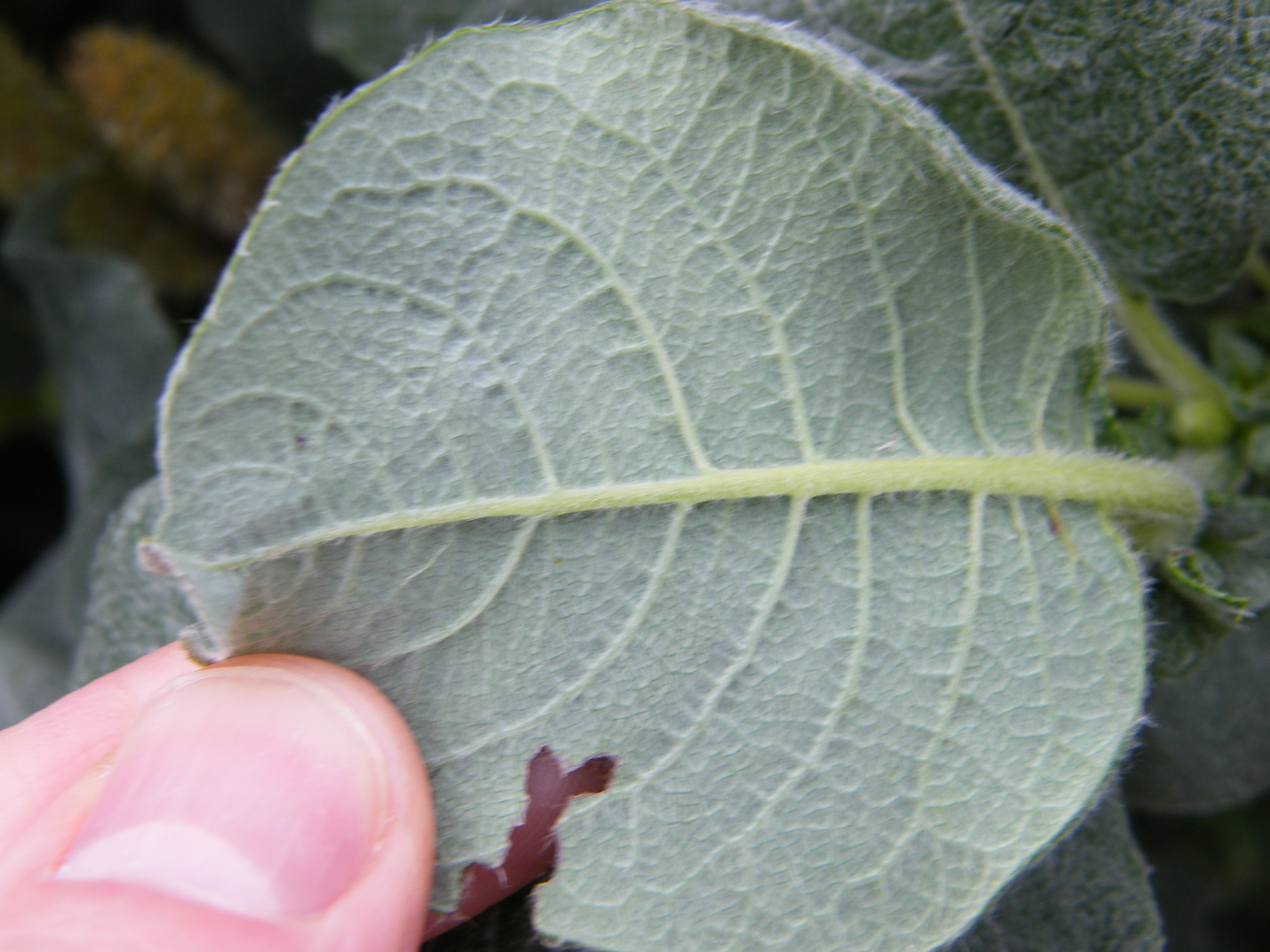
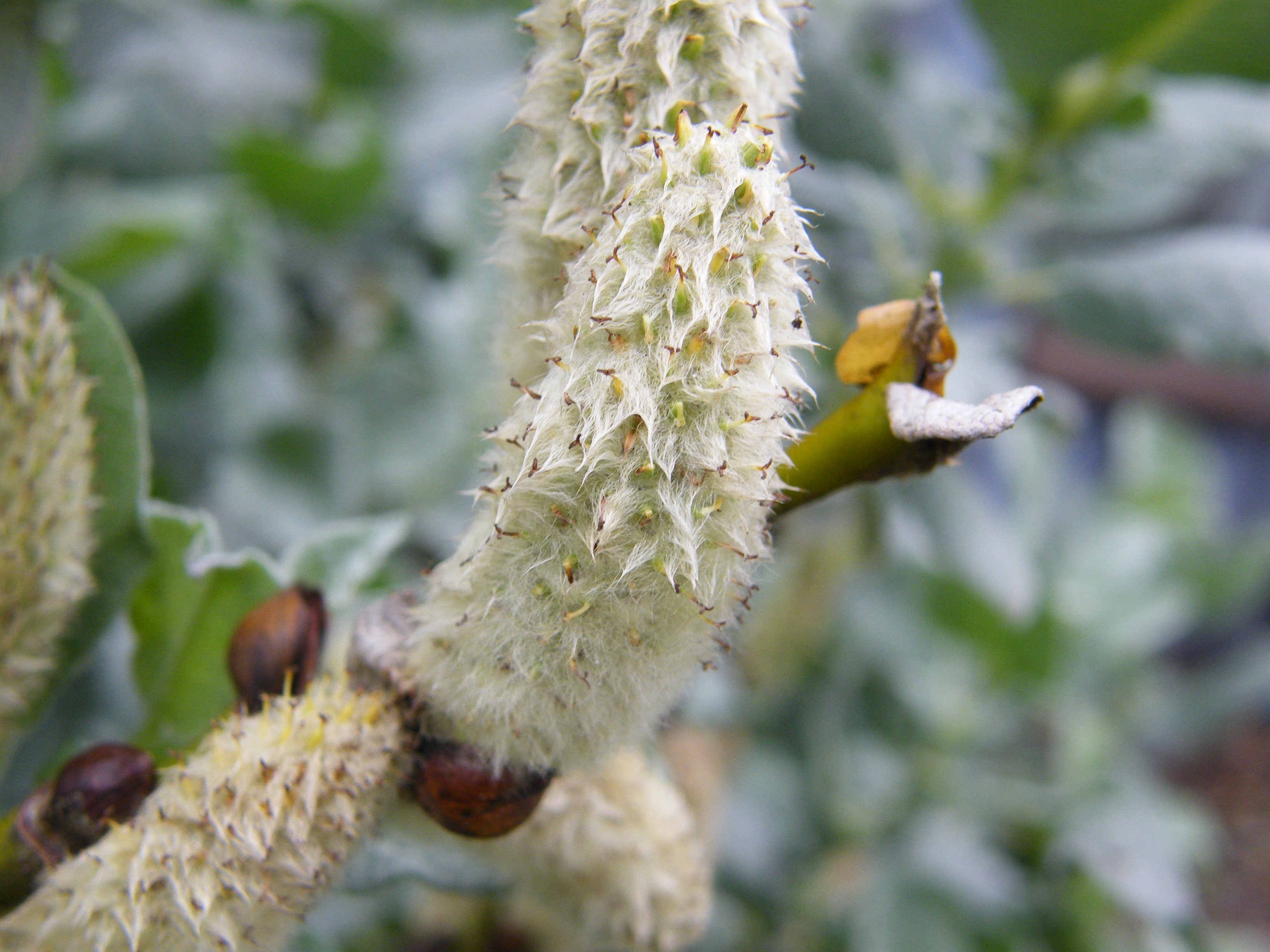

## Використання
Використовується як жива огорожа.